# Brzostowiczany
Brzostowiczany (biał. Бераставічаны, Bierastawiczany, ros. Берестовичаны, Bieriestowiczany) – wieś na Białorusi, w obwodzie grodzieńskim, w rejonie brzostowickim, w sielsowiecie Brzostowica Wielka.

## Geografia
Wieś położona jest 56 km na południe od Grodna i 10,3 km od granicy polsko-białoruskiej. Na południowy wschód od niej bierze początek rzeka Brzostowiczanka, która następnie opływa wieś od wschodu i północy. Zabudowa rozmieszczona jest wzdłuż jednej drogi ciągnącej się z południowego wschodu na północny zachód.

## Historia
Wieś magnacka położona była w końcu XVIII wieku  w powiecie grodzieńskim województwa trockiego. 
W czasach zaborów nazwę Brzostowiczany nosiły wieś i folwark. Znajdowały się one w granicach Imperium Rosyjskiego, w guberni grodzieńskiej, w powiecie grodzieńskim, w gminie Brzostowica Wielka, w 2. okręgu policyjnym. W 1902 roku wieś miała powierzchnię 823 dziesięcin (ok. 899,1 ha), zaś folwark należał do dóbr Brzostowica Wielka. W czasie I wojny światowej miejscowość była okupowana przez Niemców. Na początku 1919 roku, po ich wycofaniu się, została zajęta przez Wojsko Polskie. 7 czerwca 1919 roku, wraz z całym powiatem grodzieńskim, weszła w skład okręgu wileńskiego Zarządu Cywilnego Ziem Wschodnich. Ok. 24 lipca 1920 roku, podczas ofensywy Tuchaczewskiego, została zajęta przez Armię Czerwoną, następnie odzyskana przez Polskę. 20 grudnia 1920 roku włączona wraz z powiatem do okręgu nowogródzkiego. Na mocy traktatu ryskiego formalnie weszła w skład II Rzeczyspolitej. Od 19 lutego 1921 roku w województwie białostockim, w powiecie grodzieńskim, w gminie Brzostowica Wielka.
W wyniku napaści ZSRR na Polskę we wrześniu 1939 roku miejscowość znalazła się pod okupacją radziecką. 2 listopada została włączona do Białoruskiej SRR. 4 grudnia 1939 roku włączona do nowo utworzonego obwodu białostockiego. Od czerwca 1941 roku pod okupacją niemiecką. 22 lipca 1941 roku włączona w skład okręgu białostockiego III Rzeszy. W 1944 roku ponownie zajęta przez wojska radzieckie i włączona do obwodu grodzieńskiego Białoruskiej SRR. Od 1991 roku w składzie niepodległej Białorusi.

## Demografia
Według spisu powszechnego z 1921 roku wieś zamieszkana była przez 262 osoby, w tym 253 Białorusinów i 9 Polaków. Prawosławie wyznawało 259 mieszkańców wsi, katolicyzm – 3. Folwark zamieszkany był przez 61 osób, w tym 37 Polaków i 24 Białorusinów. Katolicyzm wyznawało 35 mieszkańców folwarku, prawosławie – 26.